# Jaume Fabre i Fornaguera
Jaume Fabre i Fornaguera (Barcelona, 23 de septiembre de 1948) es un periodista e historiador español.
Desde los años 70, ha trabajado en diferentes medios de prensa escrita. Ha publicado más de medio centenar de libros de historia urbana, y sobre la vida cotidiana y las instituciones, así como estudios sobre comunicación, la mitad de ellos, en colaboración con el periodista Josep Maria Huertas Claveria. Su obra conjunta Tots els barris de Barcelona es un libro de referencia en el ámbito de la historiografía de los barrios de Barcelona.

## Biografía

### Formación académica
Fabre estudió periodismo en la Escola de l'Església de Barcelona entre 1966 y 1969, y obtuvo el título en la Escuela Oficial de Periodismo de Madrid en 1969. Posteriormente, hizo cursos de Ciencias sociales en el Instituto Católico de Estudios Sociales de Barcelona entre 1970 y 1971, en la Escuela Oficial de Graduados Sociales de Barcelona en 1972 y en el École Pratique des Hautes Études de París en 1973.
En la Universidad Autónoma de Barcelona (UAB), se licenció en Filosofía y Letras (Historia) en 1978 y en Ciencias de la Información en 1982, con el trabajo «La población barcelonesa del 1939 a través de La Vanguardia Española». El 2002, también en la UAB, obtuvo el título de doctor en Historia Contemporánea con la calificación más alta, gracias a la tesis «La contrarevolució de 1939 en Barcelona. Los que se quedaron».
Consiguió varias becas con las que pudo completar su formación. Dos de ellas, de la Fundación Jaume Bofill: la primera, de 1976 a 1978, para realizar un estudio sobre los movimientos urbanos en los barrios de Barcelona y, la segunda, de 1980 a 1981, para hacer la tesina de la licenciatura en Periodismo. El 1980,  obtuvo otra beca de la Fundación Internacional de Estudios Históricos y Sociales (FIHES), para hacer dos programas de historia oral, uno sobre la historia del Partido Obrero de Unificación Marxista (POUM) y el otro sobre las condiciones de trabajo en la fábrica textil en La España Industrial de Barcelona. La organización catalana Òmnium Cultural lo becó en 1981 para estudiar los cambios de nombre de las calles de Barcelona a lo largo de la historia.

### Trayectoria profesional
Fabre empezó a trabajar de periodista en el diario El Correo Catalán, donde estuvo hasta 1976. En aquella época participó en otros proyectos periodísticos: fue miembro de la redacción de Barcelona de la revista Cuadernos para el diálogo (1969-1971); dirigió la revista Oriflama (1971-1974); fue director de Ràdio La Veu de l'Assemblea de Catalunya (1972-1973) y miembro del equipo de redacción en Barcelona de la revista Presència (1974). Durante el Congreso de Cultura Catalana entre 1975 y 1977 se encargó del ámbito de los medios de comunicación y formó parte del Secretariado Cultural.
Trabajó en el diario Avui de 1976 a 1978, año en el que dirigió el telediario en catalán del mediodía, Crónica, en Televisión Española. También en 1978, y hasta 1980, fue jefe de sección de Cultura y responsable de la página semanal en catalán del diario Tele/eXprés.
En 1980 obtuvo una plaza de profesor numerario de instituto en concurso de oposición libre y realizó este trabajo en varios centros.
De 1982 a 1985, fue subdirector de El Punt, diario donde se publicó, por entregas, entre 1984 y 1987, su obra Todas las calles de Girona. Cuando lo dejó, fue redactor de la Revista de Girona y director de los Quaderns de la Revista de Girona (1985-1989), creados por él mismo y dedicados a temas de geografía e historia. También fundó y dirigió, de 1987 a 1990, los Quaderns d'Història de Girona. En esa época, empezó a colaborar en el Periódico de Cataluña como crítico literario (1985-2002) y fue jefe de redacción del Diario de Barcelona entre 1986 y 1988.
Director de la revista del Colegio de Periodistas de Cataluña, Capçalera, de 1989 a 2000, en 2001 empezó a colaborar habitualmente en el diario La Vanguardia. Fabre también ha escrito a lo largo de su carrera en el diario Hoja del Lunes y en las revistas Arreu, Barcelona 10, Destino, L'Avenç, La Veu del Carrer, L'Esplai, Primera Plana, Serra d'Or, Signo y Tele-Estel.
Fue profesor asociado de Historia del Periodismo en la facultad de Ciencias de la comunicación de la UAB de los cursos 1992-1993 al 2001-2002.
En 2008, le fue otorgado el premio Memorial Francesc Candel en reconocimiento a su trayectoria.

### Libros publicados
En paralelo a su tarea periodística y de investigación histórica en diarios y revistas, Fabre ha publicado un gran número de libros, de los que destacan los escritos mano a mano con el periodista Josep Maria Huertas. Sobresalen, por su repercusión social, los ocho volúmenes de Todos los barrios de Barcelona, publicados entre 1976 y 1977 y posteriormente reeditados. Varios volúmenes fueron escritos con Huertas en la prisión, condenado por haber dicho en un reportaje publicado en Tele/eXprés que algunos meublés de Barcelona eran regentados por viudas de militares. Huertas, desde la cárcel Modelo, y Fabre, a pie de calle, redactaron una obra básica de la bibliografía barcelonesa.
De Fabre destacan dos obras más: Barcelona: la construcción de una ciudad, de la que se han hecho varias ediciones; y Artpublic, la web de arte público del Ayuntamiento de Barcelona, el mejor catálogo de las esculturas de la ciudad al aire libre, para el que ha investigado unas 3.000 piezas de escultura en las calles y plazas y en fachadas de edificios, y del que se hizo una primera edición en papel en 2009 con el título Art públic de Barcelona. El proyecto lo iniciaron los dos periodistas en el año 2000, y Fabre siguió trabajando después de la muerte de su compañero en 2007.
Otros títulos importantes firmados conjuntamente por Fabre y Huertas son Vint anys de resistència a Catalunya, Carrers de Barcelona: com han evolucionat els seus noms, Monuments de Barcelona, Diàlegs a Barcelona, Els barris de Barcelona (una actualización, en cuatro volúmenes, de Tots els barris de Barcelona), Burgesa i revolucionària: la Barcelona del segle XX i Barcelona, memòria d'un segle.
En cuanto a la producción de Fabre en solitario, a su primer libro, Los catalanes (1979), siguieron otros de cultura popular, historia de Barcelona o Gerona: El carnestoltes de Barcelona, Girona, entre 4 rius, Guia d'escultures al carrer, Guia del viatger i Periodistes uniformats: diaris barcelonins dels anys 40: la presa i la repressió. El 2003, publicó su tesis doctoral: Els que es van quedar: 1939: Barcelona, ciutat ocupada.
Fabre es también autor de numerosos capítulos publicados en libros colectivos, el primero de los cuales fue 21 d'entre nosaltres (1967).

## Obra
La obra de Fabre se encuentra en las publicaciones periódicas en las que ha escrito y, sobre todo, en los libros que ha publicado:
- Diversos autores. 21 d'entre nosaltres/21 suma y sigue. Nova Terra, 1967.
- Fabre, Jaume; Huertas, Josep Maria; Martí Gómez, Josep. El Montjuïc del segle XX. Pòrtic, 1969.
- Fabre, Jaume; Huertas, Josep Maria. Tots els barris de Barcelona (ocho volúmenes). Barcelona: Edicions 62, 1976-1977 (2.ª ed. 1980). ISBN 978-84-297-1180-6.
- Fabre, Jaume; Huertas, Josep Maria; Ribas, Antoni. Vint anys de resistència a Catalunya. Barcelona: Edicions La Magrana, 1978. ISBN 978-84-7410-036-5.
- Fabre, Jaume. Los catalanes. Epidauro Ediciones Limitadas, 1979 (¿Quiénes somos?). ISBN 978-84-85309-08-5.
- Fabre, Jaume. El carnaval de Barcelona. Barcelona: Ayuntamiento, 1980.
- Fabre, Jaume; Huertas, Josep Maria; Encinas, Pepe [et al]. Carrers de Barcelona: com han evolucionat els seus noms/Calles de Barcelona. Cómo han evolucionado sus nombres (en catalán y castellano). Barcelona: Edhasa, 1982. ISBN 978-84-350-0369-8 (catalán) ISBN 978-84-350-0370-4 (castellano).
- Fabre, Jaume; Huertas, Josep Maria; Cruanyes, Pep [et al]. Històries i llegendes de Barcelona. Barcelona: Edicions 62, 1984. ISBN 978-84-297-2143-0.
- Fabre, Jaume; Huertas, Josep Maria; Bohigas, Pere [et al]. Monuments de Barcelona. Barcelona: L'Avenç, 1984. ISBN 978-84-85905-21-8.
- Fabre, Jaume. Tots els carrers de Girona (publicado por entregas). 1984-1987: El Punt Diari.
- Fabre, Jaume. Guia d'escultures als carrers de Girona. Gerona: Ayuntamiento, 1985.
- Fabre, Jaume. Com s'ha format Girona. Gerona: Ayuntamiento-Caixa de Girona, 1986.
- Fabre, Jaume; Huertas, Josep Maria; Febrés, Xavier. Diàlegs a Barcelona: J. M. Huertas Claveria-Jaume Fabre. Barcelona: Ajuntament de Barcelona, 1986. ISBN 978-84-7609-092-3.
- Fabre, Jaume. Girona, entre 4 rius. Gerona: Ajuntament de Girona, 1986 (3.ª ed. 1991). ISBN 978-84-505-4365-0 (1.ª ed.) ISBN 978-84-86837-00-6 (3.ª ed.).
- Fabre, Jaume. Jardins del barri vell. Gerona: Ayuntamiento, 1986.
- Fabre, Jaume; Huertas, Josep Maria. «Crónica d'una suburbialització». A: Barcelona: gènesi i consolidació del fet metropolità. Barcelona: L'Avenç, 1987. ISBN 978-84-85905-37-9.
- Fabre, Jaume; Huertas, Josep Maria. Barcelona: la construcció d'una ciutat. Barcelona: Publicaciones de Barcelona, 1988.
- Fabre, Jaume; Huertas, Josep Maria. Barcelona: la construcció d'una ciutat. Barcelona: Plaza & Janés Editores, 1989. ISBN 978-84-01-60796-7.
- Fabre, Jaume; Huertas, Josep Maria; Tatjer, Mercè. Descubrir Ciutat Vella: 14 itinerarios urbanos. El Periódico de Catalunya, 1990.
- Fabre, Jaume; Huertas, Josep Maria; Alós, Ernest. La Barcelona del 93 (en català i en castellà). Barcelona: L'Avenç, 1990 (en castellà, 1991). ISBN 978-84-85905-72-0 (català) 978-84-85905-73-7 (castellà).
- Fabre, Jaume. Mig segle del Col·legi d'Aparelladors de Barcelona. Barcelona: Col·legi d'Aparelladors i Arquitectes Tècnics de Barcelona, 1990.
- Fabre, Jaume; Huertas, Josep Maria. Barcelona, vint segles/Barcelona, veinte siglos (en català i en castellà). Barcelona: Lunwerg, 1991. ISBN 978-84-7782-165-6 (català) 978-84-7782-164-9 (castellà).
- Fabre, Jaume. Guia del viatger, 1991.
- Fabre, Jaume. Guia d'escultures al carrer: itineraris a peu i en cotxe. Girona: Ajuntament de Girona, 1991. ISBN 978-84-86837-21-1.
- Fabre, Jaume; Huertas, Josep Maria. Noticiari de Barcelona. Barcelona: Edicions La Campana, 1991 (2.ª ed. 1992). ISBN 978-84-86491-60-4.
- Fabre, Jaume; Huertas, Josep Maria. Nou Barris, la penúltima Barcelona. Ajuntament de Barcelona, 1991.
- Fabre, Jaume; Huertas, Josep Maria; Vilaseró, Manuel. Sant Andreu. Ajuntament de Barcelona, 1991 (Quaderns de districte, 9. Separata de Barcelona Metrópolis Mediterránea).
- Fabre, Jaume. Barcelona (en castellà i en anglès). Lleó: Editorial Everest, 1992. ISBN 978-84-241-4093-9 (castellà) 978-84-241-3918-6 (anglès).
- Fabre, Jaume; Huertas, Josep Maria. «Un món a la muntanya de Montjuïc»; «El Poblenou, de la revolució industrial a la reforma olímpica»; «La Vall d'Hebron, del Gòtic al premi FAD»; «La Diagonal, un carrer fet a batzegades». A: Barcelona olímpica: la ciutat renovada. Barcelona: Àmbit Serveis Editorials, 1992. ISBN 978-84-87342-72-1.
- Fabre, Jaume; Huertas, Josep Maria; Obiols, Salvador. Catalunya, imatges d'un temps: 1900-1936. Madrid: Espasa-Calpe, 1992. ISBN 978-84-239-4320-3.
- Fabre, Jaume; Huertas, Josep Maria; Miserachs, Xavier. Cent anys de vida quotidiana a Catalunya. Barcelona: Edicions 62, 1993. ISBN 978-84-297-3707-3.
- Fabre, Jaume; Huertas, Josep Maria. Els presidents de la Junta d'Obres del Port de Barcelona/Los presidentes de la Junta de Obras del Puerto de Barcelona (en català i en castellà). Barcelona: Lunwerg, 1993. ISBN 978-84-7782-254-7 (català) 978-84-7782-255-4 (castellà).
- Fabre, Jaume. Girona (en castellà). Lleó: Editorial Everest, 1993. ISBN 978-84-241-3911-7.
- Fabre, Jaume; Huertas, Josep Maria. «El transport urbà a Barcelona al segle XIX». A: Barcelona i el ferrocarril. Barcelona: L'Avenç, 1994. ISBN 978-84-88839-01-5.
- Fabre, Jaume; Huertas, Josep Maria. «La imatge de la ciutat als anys del franquisme». A: Retrat de Barcelona (volum II). CCCB/Institut Municipal d'Història, 1995.
- Fabre, Jaume. Periodistes uniformats: diaris barcelonins dels anys 40: la represa i la repressió. Barcelona: Col·legi de Periodistes de Catalunya, 1996. ISBN 978-84-920289-2-4.
- Fabre, Jaume; Huertas, Josep Maria. Els barris de Barcelona (quatre volums). Barcelona: Enciclopèdia Catalana, 1997-2000. ISBN 978-84-297-1180-6.
- Fabre, Jaume; Andreu, Marc; Huertas, Josep Maria [et al]. La ciutat transportada. Barcelona: Transports Metropolitans de Barcelona, 1997. ISBN 978-84-605-6834-6.
- Fabre, Jaume; Huertas, Josep Maria. «Els mitjans de comunicació». A: Història de la cultura Catalana (volum X). Barcelona: Edicions 62, 1998.
- Fabre, Jaume; Colita; Huertas, Josep Maria. Retrat de Sant Andreu, 1990-1998. Barcelona: Ajuntament de Barcelona, 1998. ISBN 978-84-7609-874-5.
- Fabre, Jaume; Sebastià, Inma. Costa Brava y Girona (en castellà). Lleó: Editorial Everest, 1999. ISBN 978-84-241-4096-0.
- Fabre, Jaume; Huertas, Josep Maria. Burgesa i revolucionària: la Barcelona del segle XX. Barcelona: La Flor del Vent, 2000. ISBN 978-84-89644-48-9.
- Fabre, Jaume; Huertas, Josep Maria. Barcelona, memòria d'un segle/Barcelona, memoria de un siglo (en català i en castellà). Barcelona: Ajuntament de Barcelona, 2001. ISBN 978-84-7609-939-1 (català) 978-84-7609-750-2 (castellà).
- Fabre, Jaume; Huertas, Josep Maria; Encinas, Pepe. Com ens divertíem, com ens divertim. Barcelona: Edicions 62, 2002. ISBN 978-84-297-5166-6.
- Fabre, Jaume. Els que es van quedar: 1939: Barcelona, ciutat ocupada. Barcelona: Publicacions Abadia Montserrat, 2003. ISBN 978-84-8415-538-6.
- Fabre, Jaume; Huertas, Josep Maria. Artpublic. Ajuntament de Barcelona/Universitat de Barcelona, 2004.
- Fabre, Jaume; Alberch, Ramon. Guia de patis de Girona. Curbet Comunicació Gràfica, 2004. ISBN 978-84-95483-82-9.
- Fabre, Jaume; Huertas, Josep Maria. «De l'enderrocament de les muralles al Fòrum 2004». A: Barcelona, XXI segles. Barcelona: Lunwerg, 2005. ISBN 978-84-9785-191-6.
- Fabre, Jaume; Huertas, Josep Maria; Huertas, Guillem. La Catalunya dels seixanta/La Cataluña de los sesenta (en català i en castellà). Barcelona: Angle Editorial, 2006. ISBN 978-84-96521-41-4 (català) 978-84-96521-42-1 (castellà).
- Fabre, Jaume; Febrés, Xavier. Alberto Puig Palau: vida, secreto y fiesta de “tío Alberto” (en castellà). Madrid: La Esfera de los Libros, 2007. ISBN 978-84-9734-605-4.
- Fabre, Jaume. Fotoperiodisme a Catalunya, 1976-2000 (catàleg d'exposició). Ajuntament de Barcelona, 2007. ISBN 978-84-9850-064-6.
- Fabre, Jaume. La presó també era a fora. Barcelona: Ara Llibres, 2007. ISBN 978-84-96767-25-6.
- Fabre, Jaume; Huertas, Josep Maria. Art públic de Barcelona. Barcelona: Ajuntament de Barcelona, 2009. ISBN 978-84-96645-08-0.

## Premios
- Premi Memorial Francesc Candel de la Fundació Paco Candel (2008).[10]